# 粥

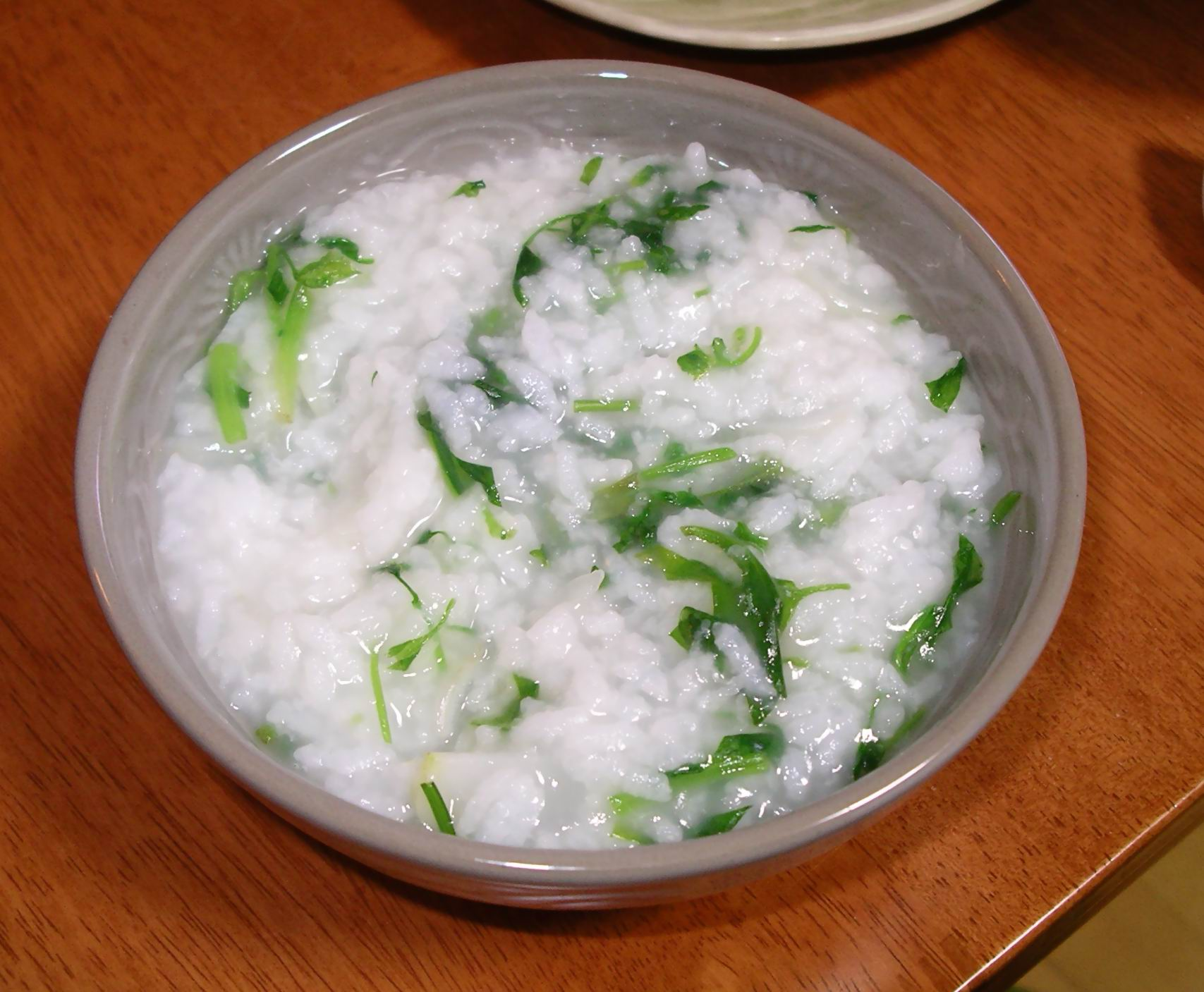
七草粥

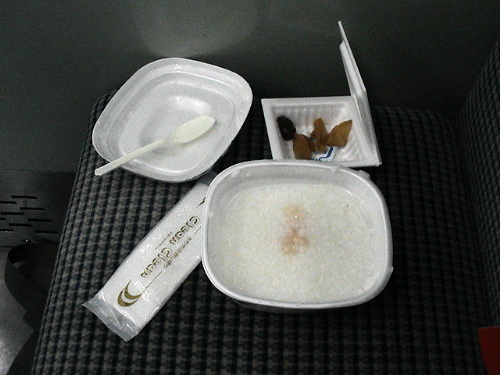
高崎弁当（早朝のみ販売「上州の朝がゆ」）※販売終了

粥（かゆ）は、米、麦、粟、ソバなどの穀類や豆類、芋類などを、多めの水で柔らかく煮た料理。粥の上澄み液は重湯（おもゆ）という。

## 概要
穀類、水があれば簡単に調理でき、消化が良く体も温まることから、病気や風邪、胃や腸が弱っている時に食されるほか、離乳食や精進料理、低カロリーのダイエット食品としても利用される。朝食に食べる人も少なくなく、ホテルのレストランなどの朝食メニューとしても供され、専門店やレトルトパック、フリーズドライ、缶詰などの商品も存在する。
炊きあげてから時間がたつと糊状となって食感が極端に悪くなるため「人を待たしても粥は待たすな」の格言がある。

## 種類

### 調理法による分類
生米から煮たものも、炊いた飯を煮たものも、ともに「粥」である。
入れ粥
一度通常の水分量で炊いたご飯に、ご飯の倍程度の量の白湯を加えて炊きなおして作る粥。余りご飯を粥にして食べる場合などの調理法で易しく、手早く作れるが、粘り気のある汁（一部地域で「おねば」と呼ばれる）が出易く、好みの硬さを出しづらいなど炊き粥にくらべると味が落ちる。
炊き粥
生米から炊いて作る粥で、米と水の分量比により呼称が異なる。後述する茶粥の場合はかき混ぜても米が崩れにくいが、白粥の場合は炊くときにかき混ぜると米が崩れ、粘りが出て味が落ちるのであまりかき混ぜない方がよい。吹きこぼれない程度の強火で、米が自然に対流するように炊くのが良いといわれる。米飯用の炊飯器で炊くことも出来、通常の米飯用とは別に炊き粥のための水調整用ゲージが用意されている機種も多い。

### 水分量による分類
以下の米と水の分量比は、農林水産省による。
全粥
米の5倍量の水で炊く。
（重湯がない粥）
七分粥
米の7倍量の水で炊く。
（全粥7：重湯3）
五分粥
米の10倍量の水で炊く。
（全粥5：重湯5）
三分粥(三部粥)
米の20倍量の水で炊く。
（全粥3：重湯7）

### 穀類による分類
白粥（しらがゆ）
うるち米を水で炊いたもの。
黒米粥（くろまいがゆ）
黒米を水で炊いたもの。
赤米粥（あかまいがゆ）
赤米を水で炊いたもの。
粟粥（あわがゆ）
中国の華北でよく食べられている粟を使った粥。中国語で「小米粥（シャオミージョウ xiáomǐzhōu）」などという。
稗粥（ひえがゆ）
ヒエを水で炊いたもの。アイヌ料理のサヨなど。
小豆粥（あずきがゆ）
柔らかく煮た小豆をうるち米とともに炊き込んだ甘くない粥。その色が花の色に似ていることから桜粥（さくらがゆ）ともいう。小正月（1月15日）に食べる習慣があり、その場合は鏡開きをした餅を入れることもある。中国語では「紅豆粥（ホンドウジョウ） hóngdòuzhōu）」といい、全量が小豆なので甘くない汁粉やぜんざいと同じもの（棗や粟･稗を入れることもある）で、平日の朝食として食べることも多い。朝鮮語では「パッチュク」（팥죽）といい、冬至に食べる習慣がある（白玉団子を入れる）。
緑豆粥（りょくとうがゆ）
中国と朝鮮半島でよく食べられている緑豆を使った甘くない粥。中国語で「緑豆粥（リュードウジョウ） lǜdòuzhōu）」という。
蕎麦粥（そばがゆ）
ソバの実をすりつぶさずに用いる粥。フランス、ロシアなどで一般的。
カーシャ（ロシア語：Каша）
ソバの実（またはエンバク、米、セモリナ、キビなど）から作るロシアや東ヨーロッパの粥。
玉蜀黍粥（とうもろこしがゆ）
トウモロコシの実をすりつぶさずに用いる粥。ヨーロッパには粗く挽いたポレンタなどもある。
ウガリ (Ugali)
トウモロコシやキャッサバの粉から作るアフリカ東部、南部、北部の主食。水分が多いと粥状になる。
パップ (Pap)
トウモロコシの粉などから作る南アフリカの粥。
五穀粥（ごこくがゆ）、十穀粥（じっこくがゆ）など
上記の各種穀類を複数組み合わせて作るもの。

### 具や味付けによる分類

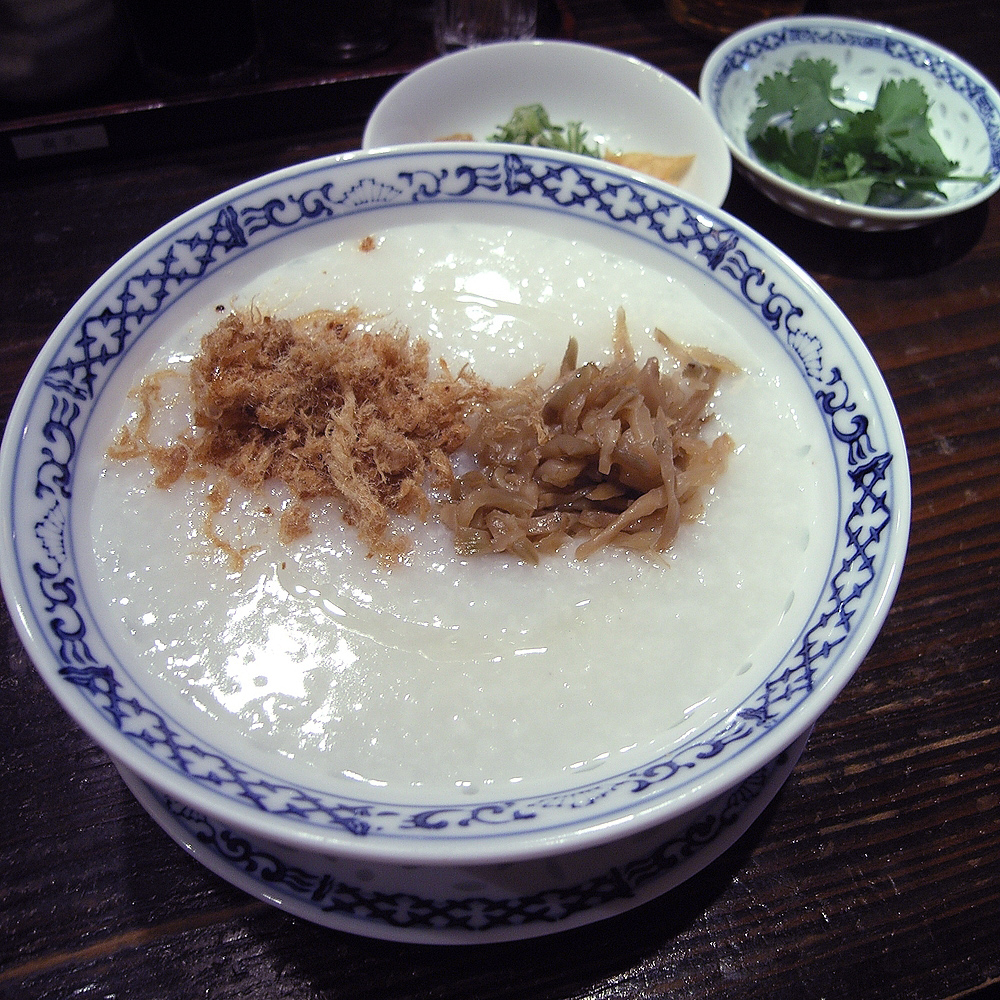
中華粥 上にのっているのはザーサイと「肉鬆（ロウソン）」と称する豚肉田麩）

白粥（しらがゆ）
米を水で炊くだけで、具を入れていないもの。味も付けないことが多いが、少量の塩を加える場合がある。醤油や味噌で味付けしたものもある。漬け物、梅干し、塩辛、しらす乾し、佃煮、なめ味噌、寺納豆などを、付け合わせに食べる事が多い。中国では、各種漬け物、腐乳、鹹蛋、落花生、大良牛乳、乾しエビ、肉鬆（豚肉のでんぶ）などを付け合わせにする。
茶粥（ちゃがゆ）
米をほうじ茶または緑茶（粉茶）で炊いたもの。もとは奈良の僧坊で食べられていたものが民衆に広がり定着した。茶は木綿などで作った茶袋に入れ、湯を沸かした鍋でさきに抽出し、そこに米を入れて炊き上げる。家庭では二度手間になるので先に粥を炊きはじめ、ひととおり湯が沸き米が踊りだす早めのタイミングで投入し一緒に炊いてしまう（渋みが立つので途中で引き上げる）。茶袋を入れたり引き上げるタイミングや、茶の量･種類などにより甘みや渋みが変わり、各家庭の味となる。塩を入れると甘みが増すが、血圧を気にする家庭では入れないことも多い。
文化としては「大和の茶粥」として奈良が発祥とみられるが西日本各地で見られる。とくに和歌山県内では常食となっている他、大阪府南部・奈良県・京都府の一部地域では郷土食として食べられている。北前船の影響か山口、能登、青森、仙台でも見られるとされる。畿内では名物として朝食として提供する旅館もある。東大寺の「お水取り」は1200年間続く行事であるが、行のあとの夜食に「ごぼ」という茶粥が出され、大和では1200年間、茶粥が食べられてきた可能性を示唆している。江戸時代の「名飯部類」には利休飯なるものが登場し、茶を煮出してこれを炊水として普通に米を炊き、その飯に出し汁をかけて海苔や茗荷を添えて提供するというものがある。
芋粥（いもがゆ）
現代では「芋粥」と言えば米などの粥にサツマイモを入れて煮た粥を指すが、古くは「芋粥」とはヤマノイモを薄く切って甘く煮たものを指し、今でいう粥の一種ではなかった。
芥川龍之介の書いた歴史物語｢芋粥｣のタイトルにもなって、主人公である五位の好物としても描かれている。本文には、
｢五位は五六年前から芋粥と云う物に、異常な執着を持っている。芋粥とは山の芋を中に切込んで、それを甘葛の汁で煮た、粥の事を云うのである。当時はこれが、無上の佳味として、上は万乗の君の食膳にさえ、上せられた｣
のように記述されている。また、原典は宇治拾遺物語である。
霰粥(あられがゆ）
米の粥の上に出汁を張り、鯛などの白身魚の身を焼きほぐして乗せたもの。
中華粥（ちゅうかがゆ）
中国風の米の粥に対する日本での呼び方。白粥の他、鶏や干し貝柱（茹でたホタテガイやタイラギの貝柱を天日乾燥したもの）などの出汁で炊くことも多い。水分量は五分粥と同程度。具入りのものも各種あり、魚、豚肉、カキ、牛肉、鶏肉、するめ、もやし、落花生、皮蛋、鶏卵などさまざまなものを用いる。香菜やネギ、ショウガなどを薬味とし、風味付けのごま油、付け合わせとして油条が添えられる。
魚生粥（広東語 ユーサーンチョッ）
広東料理。米の白粥の上に、草魚などの魚の切り身を乗せたもの。
八宝粥（はっぽうがゆ）
中国で一般的な、米の粥に豆類、ナツメなど8種類の材料を加えた、甘い粥。
砂糖粥（さとうがゆ）
中国の江蘇省や浙江省などで一般的な、米の甘い粥。中国語で「糖粥」、「甜粥」と呼ばれる。
チュッ（죽）
韓国の粥。厳密には米の粒が残っているものをチュッ、重湯のようなポタージュ状のものをウンイ（응이）と呼ぶ。中でもアワビ粥が代表的である。冬至に小豆粥、夏のスタミナ食に鶏粥を食べる習慣がある。他にもカキ、エビ、牛肉、黒ゴマ、松の実、緑豆、カボチャなどさまざまな具を入れた粥がある。カボチャ粥や小豆粥には餅粉の団子が入る。
牛乳粥（ぎゅうにゅうがゆ）、ミルク粥（ミルクがゆ）
米を牛乳で炊いたもの。砂糖を加えて甘くするとライスプディングになる。
アロス・コン・レチェ
砂糖を入れて甘くしたスペイン語圏の牛乳粥。冷やして食べることが多い。
サヨ
米やヒエで炊いた、アイヌ民族の粥。チポロ（イクラ）などを具として入れる。
ブブル (bubur)
白米や黒米で作るマレーシアとインドネシアの粥。米の他に、豆のものもあり、甘いものもある。
ジョーク（โจ๊ก）、カーオ・トム（ข้าวต้ม）
タイの米の粥。ジョークは砕米の粥で、カーオ・トムは米の粒が残っている粥である。白粥はニオイタコノキの葉とショウガを加えて炊き、落花生や青ネギを薬味とし、好みでチャイポー（ダイコンの漬け物）やローストダックなどを添える。味のついた粥には卵や肉、魚介類が入ることもある。
ポリッジ（英語：porridge）
穀類を水や牛乳などで炊いた粥。生クリーム、バター、砂糖などを加えて食べる。オートミールと小麦（セモリナやクリーム・オブ・ウィート）のポリッジが最も一般的であるが、その他の穀類に小麦、大麦、米、トウモロコシの粉、エンドウマメの粉などもポリッジになる。
グリュエル（英語：gruel）
ポリッジよりも薄く水だけで炊いた粥または重湯のこと。
ポレンタ (Polenta)
粗く挽いたトウモロコシの粉を水またはだし汁に溶き、かきまぜながら煮た北イタリアの粥。バターやチーズ（パルミジャーノ・レッジャーノ、ゴルゴンゾーラなど）、ミートソースなどをかけて食べる。肉料理の付け合わせとすることもある。トウモロコシ粥はクロアチアではジュガンツィ(žganci)、ルーマニアではママリガ(Mămăligă)、北アメリカではマッシュ(Mush) と呼ばれている。

### 行事食
七草粥（ななくさがゆ）
芹（セリ）、薺（なずな）、御形（ごぎょう）、繁縷（はこべら）、仏の座（ほとけのざ、コオニタビラコ）、菘（すずな、カブ）、蘿蔔（すずしろ、ダイコン）の7種類の野草（春の七草）を茹でて刻み、米の粥に混ぜ込んだもの。一年の無病息災の祈願や、正月料理で疲弊した胃腸を休める目的等から、1月7日に食べる習慣がある。
干葉粥（ひばがゆ）
大根の葉を干したものを入れた塩抜きの粥で、大乗院のじんがんなわ（東京都指定無形民俗文化財）の行事で食される。
臘八粥（ろうはちがゆ）
中国で、旧暦12月8日に食べる、米、豆、栗、ナツメ、ナッツなどの具入りの粥。

## 世界の粥
中国、朝鮮半島、ベトナム、シンガポール、マレーシア、タイなど東アジア・東南アジアでも一般的な食事である。中国では全般に用いる「粥（ジョウ zhōu）」の他、米のものを「大米粥（ダーミージョウ dàmǐzhōu）」、「稀飯（シーファン xīfàn）」、「糜（ミー mí）」などとも呼ぶ。三分粥のような薄いものは汁物扱いで「米湯（ミータン mǐtāng）」、「撩命湯（リャオミンタン liáomìngtāng）」などと呼ぶ地域もある。中国では日本の粥より米が原型を残していない場合が多いが、地域によって、どの程度まで煮込むかの違いがある。例えば広東省では半分形が無くなる程度まで煮込むことが多いが、潮州料理では原型を残すことが多く、逆に順徳料理にはほぼ米の原型がなくなるまで煮た「冇米粥」（モウマイチョッ。米無し粥の意味）と呼ぶものがある。
アジアだけではなくヨーロッパやアフリカにも粥がある。フランスのブルターニュ地方では古くからそば粥が庶民の常食とされていた。中欧や北欧では、最も量の多い食事を昼に食べると、夕食は粥で軽く済ませることも多い。ドイツでは、オートミール、ソバ、米、セモリナなどの粥を穀物のスープと呼び、バター、砂糖、シナモン、レーズン、果物のコンポート、ナッツなどを加えて食べる。ロシアにもカーシャという粥がある。砂糖を入れて甘く作った牛乳粥は南アジア、西アジア、中近東、ヨーロッパ、北アフリカにかけての広い地域で見られ、例えばスペイン語圏の各国では「アロス・コン・レチェ」として、主に子どもが喜ぶおやつとしてよく食べられている。粥の水分を少なくすればプディング、多くすればスープに近くなる。

## 食用以外の利用
古くは日本の内海で航行する船は、海賊への防備のために船内で粥を煮立たせておいた。海賊船が押し寄せ、船に乗り込もうとした際に熱い粥を柄杓で浴びせかけて撃退した。